# Aggregationstillstånd

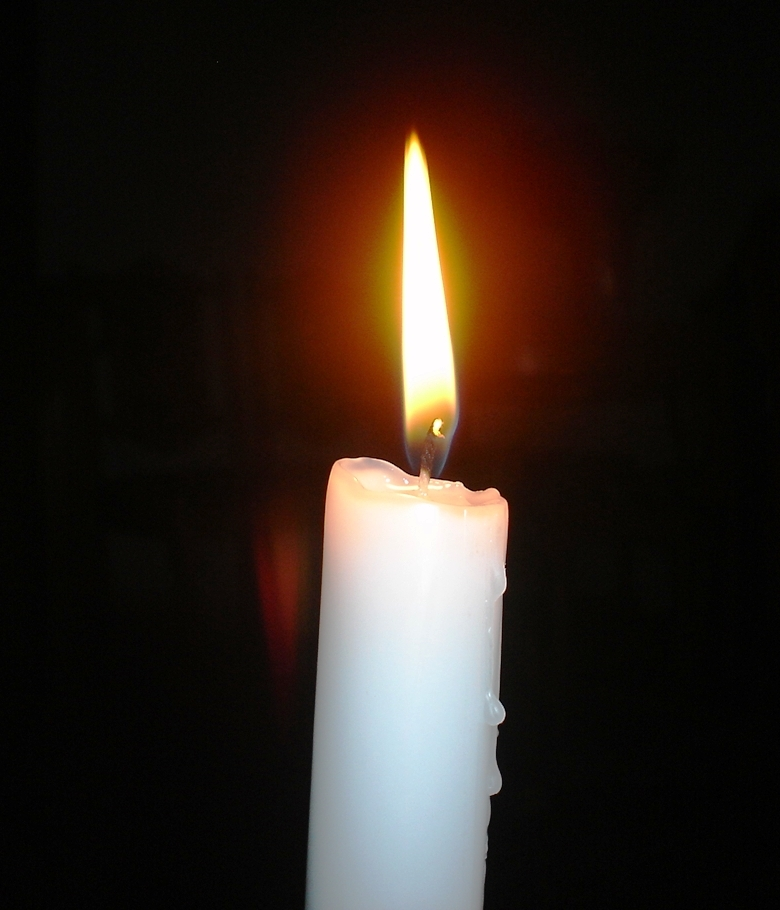
Stearinljuset är fast, men övergår till flytande högst upp.
Lågan består i den starkast lysande delen av plasma, medan den närmast omgivande luften är en gasblandning, som är så varm att den glöder (auran).

Tre vanliga aggregationstillstånd: gas, flytande och fast.

Aggregationstillstånd kallas även aggregationsform och är de olika former som ett ämne kan befinna sig i beroende på temperatur och tryck. De tre i vardagslivet vanligaste formerna är gasform, flytande form och fast form.
Vid högre temperaturer bildas istället plasma, och vid låga formar vissa ämnen Bose–Einstein-kondensat. Vid extremt högt tryck uppstår tillståndet degenererad materia. 
Aggregationstillstånd kallas ibland faser, men fas har en mer specifik betydelse. Diamant och grafit är två olika faser av grundämnet kol, men de är i samma aggregationstillstånd, nämligen fast, vid rumstemperatur.
Aggregationstillståndet hos ett ämne med en bestämd kemisk formel betecknas med (g), (l) respektive (s) efter formeln (beteckningarna står för gas, liquid respektive solid). Ett exempel är vatten, H2O, som kan förekomma som vattenånga eller H2O (g), flytande vatten eller H2O (l), samt is eller H2O (s). 

## De tre klassiska tillstånden

### Fast
Partiklarna (joner, atomer eller molekyler) är packade tätt tillsammans. Krafterna mellan partiklarna är så starka att partiklarna inte kan röra sig fritt utan endast vibrera. Detta betyder att solid materia har en stabil, avgränsad form och en bestämd volym. Solid materia kan bara ändra form genom att man brukar våld mot den, till exempel bryter eller klipper den.
Solid materia kan transformeras till flytande tillstånd (vätska) genom att man smälter den. Den kan också förvandlas till gas genom sublimering.

### Flytande
Krafterna mellan molekylerna är viktiga, men molekylerna har tillräckligt med energi för att röra sig i relation till varandra och strukturen är rörlig. Det betyder att formen inte är bestämd, utan avgörs av den behållare vätskan befinner sig i. Hos en ideal vätska är volymen bestämd, så länge temperaturen är konstant. I praktiken är dock vätskor i någon mån kompressibla, dock långt ifrån på samma sätt som gaser.

### Gas
Molekylerna har så mycket rörelseenergi att krafterna mellan dem är små (eller noll, hos en ideal gas) och molekylerna befinner sig långt från varandra. En gas har ingen bestämd form eller volym, utan fyller upp hela den behållare den befinner sig i.
En vätska kan transformeras till gas, om man vid konstant tryck värmer upp den till dess kokpunkt.

## Övriga tillstånd

### Plasma
Plasma är joniserad gas, vilken existerar vid mycket höga temperaturer (flera tusen grader Celsius). Vid dessa temperaturer börjar elektronerna lämna atomerna vilket resulterar i fria elektroner, vilket i sin tur innebär att plasman leder ström och reagerar starkt på elektromagnetiska fält.
Två exempel på plasma är eld och den materia stjärnor består av. Plasma är det vanligaste aggregationstillståndet i universum.

### Degenererad materia
Degenererad materia är ett föreslaget femte aggregationstillstånd. Under extremt högt tryck packas materien till så hög densitet att den transformeras till ett nytt tillstånd. Ett exempel är den materia man antar att neutronstjärnors kärnor består av, gravitationen är där så stark att atomerna kollapsat; elektronerna har pressats in i kärnan och tillsammans med protonerna bildat neutroner som är så tätt sammanpackade att neutrondegenererad materia uppstått.

### Bose-Einstein-kondensat
Bose-Einstein-kondensat är ett aggregationstillstånd som vissa ämnen kan övergå till vid extremt låga temperaturer. Då sjunker atomernas inre energi, och därmed deras rörelsemängd, vilket leder till att osäkerheten i deras position ökar. När osäkerheten överstiger avståndet mellan bosoner (atomer med heltaligt spinn), blir atomerna ourskiljbara partiklar. De hamnar i samma kvantmekaniska grundtillstånd med samma vågfunktion. Atomernas fas blir koherent och det kan ge upphov till interferens- och diffraktionsmönster på ett sätt som är jämförbart med laserljus.

## Skillnader mellan olika aggregationstillstånd

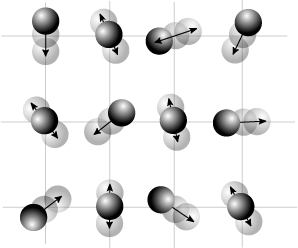
Molekylvibrationer i kristallstrukturer, där molekylerna svänger runt sina gitterplatser.

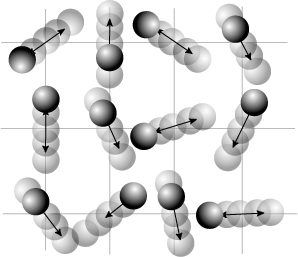
Molekylvibrationer i vätskor. De vibrerar omkring i kristallstrukturen och byter regelbundet gitterplatser med varandra.

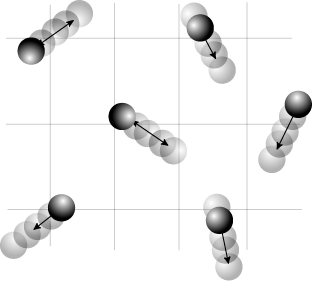
Molekyler i en gas med så pass hög energi att de är fria. I en perfekt klassisk gas förekommer inga växelverkningar dem emellan.

Skillnaden mellan de olika tillstånden är intuitivt lätt att uppfatta, men svårare att definiera på ett precist sätt. Ett ämne i fast tillstånd kan inte lätt deformeras utan har mindre kompressibilitet och oftast högre densitet än i de andra tillstånden. Både vätskor och gaser däremot anpassar sin form efter det omgivande utrymmet, och gaser fyller det helt. Bortom den kritiska punkten upphör även skillnaden mellan vätska och gas.
På mikroskopisk nivå har fasta ämnen en regelbunden kristallstruktur medan flytande och gasformiga ämnen har en obestämd oordnad struktur.

## Övergångar mellan olika aggregationstillstånd
Vilket tillstånd ett ämne befinner sig i beror på omgivningens temperatur och tryck. Vid tillräckligt låg temperatur och högt tryck är alla ämnen fasta, och vid tillräckligt hög temperatur och lågt tryck övergår alla ämnen i plasma. Den matematiska beskrivningen av övergångar mellan aggregationstillstånd är i princip ett specialfall av beskrivningen av fasövergångar.

### Smältning/stelning
Övergången för ett ämne från fast form till flytande kallas smältning och sker vid ämnets smältpunkt, då temperaturen ökar. Stelning sker också vid smältpunkten, om temperaturen minskar, men om man talar om vatten kan man kalla den för fryspunkt. Materialkonstanten som bestämmer hur mycket energi som måste tillföras för att smälta materia (som har värmts upp till smältpunkten) kallas smältentalpi eller smältvärme.

### Förångning/kondensation
Den energimängd som behöver tillföras för att förånga flytande materia (som befinner sig vid kokpunkten) kallas för förångningsentalpi (på motsvarande sätt kondenseras ånga till vätska om temperaturen underskrider kokpunkten). Förångningen sker tills ångan är "mättad", det vill säga består av ren gas. Ju högre temperatur förångningen sker vid, desto större tryck hos den mättade ångan. Om en mättad ånga kyls ned så kan den bli övermättad, vilket är ett instabilt tillstånd. Minsta störning får då en del av ångan att kondensera, tills trycket sjunkit till en stabil nivå.

### Sublimering
Övergång kan ibland också ske direkt från fast tillstånd till gas eller tvärt om, vilket kallas sublimering. Till exempel sublimerar koldioxid vid normalt tryck och en temperatur på −78 °C. Övergång från gas form till fast form kallas även deposition.